# Kyoto Story
Kyoto Story (京都太秦物語?, Kyōto Uzumasa monogatari) è un film del 2010 diretto da Yōji Yamada e Tsutomu Abe.
Il film è un omaggio alla "Hollywood giapponese" che fiorì a Kyoto attorno ai Daiei Studios soprattutto tra gli anni '50 e gli anni '60. Le cose oggi sono molto cambiate ma la via del commercio "Daiei Shopping Street" è ancora uno snodo vitale che dopo aver ricevuto tanto dal cinema e dalla sua industria, restituisce una storia sentimentale, scritta e messa in scena da Yōji Yamada.

## Trama
La giovane Kyoko lavora part-time come bibliotecaria presso l'Università Ritsumeikan, quindi dà una mano con la lavanderia di famiglia posta sulla Daiei Shopping Street, nel popolare quartiere Uzumasa di Kyoto.
Sulla stessa via c'è anche una bottega di produttori di tofu tenuta dai genitori di Kota, il fidanzato di Kyoko. A 28 anni Kota non ha un lavoro e i suoi sforzi di farsi strada come attore comico non sembrano portare risultati.
Enoki, un accademico di Tokyo si invaghisce di Kyoko e comincia una corte serrata. La ragazza, trascurata dall'immaturo fidanzato è attratta e lusingata da Enoki che, dovendo lasciare Kyoto, le propone di seguirlo per un futuro insieme.
Kyoko, ricevuto il biglietto per partire con Enoki, si reca in stazione ma non se la sente di abbandonare tutto. Ancora scossa, incontra proprio Kota, ignaro di tutta la vicenda dell'accademico, che sta andando ad una nuova audizione. Il ragazzo le promette che, se raggiunti i 30 anni non avrà sfondato come comico, continuerà la tradizione familiare con la faticosa ma redditizia attività di produttore di tofu. Kyoko lo saluta soddisfatta e torna pensierosa al suo lavoro.

## Produzione
Con l'idea di ricordare i fasti del periodo d'oro dei Diaie Studios di Kyoto, Yamada, professore dell'Università Ritsumeikan, incarica 22 suoi studenti di recarsi nel cuore del quartiere di Uzumasa, Daiei Shopping Street, per raccogliere testimonianze del passato e testimoniare se e come è cambiata la vita dopo la dissoluzione della locale industria cinematografica.
La prima parte del film ha un taglio quasi documentaristico inframmezzata dalle testimonianze dei negozianti sul passato. Prende poi il sopravvento la storia portante lasciando sullo sfondo le vite dei residenti.
Yamada e Abe dunque, con l'aiuto dei negozianti, alcuni dei quali interpretano se stessi, e dei suoi studenti, che appaiono nei titoli di coda, costruisce con Abe un film che omaggia un pezzo di storia del cinema giapponese e della Shochiku, un popolare quartiere di Kyoto, e la sua università..